# John Wilsey
Sir John Finlay Willasey Wilsey, GCB, CBE, DL (* 18. Februar 1939; † 25. September 2019) war ein britischer Offizier und zuletzt General der British Army, der unter anderem zwischen 1993 und 1995 Oberkommandierender der Landstreitkräfte (Commander-in-Chief, UK Land Forces) beziehungsweise von 1995 bis 1996 Oberkommandierender des Landkommandos (Commander-in-Chief, Land Command) war.

## Leben

### Ausbildung und Verwendungen als Offizier
John Finlay Willasey Wilsey, Sohn von Generalmajor John Harold Owen Wilsey (1904–1961), absolvierte nach dem Besuch der 1550 gegründeten Sherborne School eine Offiziersausbildung an der Royal Military Academy Sandhurst (RMAS) und wurde nach deren Abschluss am 25. Juli 1959 als Second Lieutenant in das Infanterieregiment Devonshire and Dorset Regiment übernommen. Daraufhin folgten zahlreiche Verwendungen als Offizier und Stabsoffizier. In deren Verlauf wurde er am 25. Juli 1965 zum Captain und am 30. Juni 1971 zum Major befördert. Für seine militärischen Verdienste während der „Operation Banner“ genannten militärischen Operationen im Nordirlandkonflikt im Zeitraum von Mai bis Juli 1977 wurde er am 13. Dezember 1977 im Kriegsbericht erwähnt (Mentioned in dispatches).
Wilsey wurde am 31. Dezember 1977 zum Lieutenant-Colonel befördert, wobei diese rückwirkend zum 30. Juni 1977 erfolgte. Er war zwischen Dezember 1979 und Juni 1982 Kommandeur des 1. Bataillons des Devonshire and Dorset Regiment und wurde für seinen neuerlichen Einsatz im Nordirlandkonflikt im Zeitraum von November 1981 bis Januar 1982 am 15. Juni 1982 abermals im Kriegsbericht erwähnt. Kurz darauf erfolgte am 30. Juni 1982 seine Beförderung zum Colonel Des Weiteren wurde er 1982 zum Officer des Order of the British Empire (CBE) ernannt.

### Aufstieg zum General
John Wilsey wurde am 31. Dezember 1984 mit Rückwirkung zum 30. Juni 1984 zum Brigadier befördert und fungierte zwischen Dezember 1984 und Dezember 1986 als Kommandeur der 11. Infanteriebrigade (Commanding, 1st Infantry Brigade). Für seine Verdienste wurde er am 16. April 1985 auch zum Commander des Order of the British Empire (CBE) ernannt.
Nachdem ihm am 6. Februar 1988 der kommissarische Rang eines Acting Major-General verliehen wurde, war er zwischen Februar 1988 und Juni 1990 Chef des Stabes der Landstreitkräfte (Chief of Staff, United Kingdom Land Forces). In dieser Verwendung wurde er am 21. April 1988 zum Major-General befördert, wobei diese Beförderung rückwirkend zum 11. Juni 1987 erfolgte. Zugleich übernahm er am 29. April 1989 als Nachfolger von General Sir Geoffrey Howlett das Ehrenamt als Colonel Commandant of The Army Catering Corps. Dieses hatte er bis zum 5. April 1993 inne und übernahm daraufhin das neu geschaffene Ehrenamt als Colonel Commandant of The Royal Logistic Corps. Dieses übte er bis zum 28. April 1996 aus. Darüber hinaus übernahm er als Nachfolger von Generalmajor Colin Shortis das Ehrenamt als Colonel of The Devonshire and Dorset Regiment und hatte dieses bis zum 31. Dezember 1997 inne, woraufhin Generalmajor Bryan Dutton ihn ablöste.
Am 6. August 1990 übernahm Wilsey unter gleichzeitiger Beförderung zum Lieutenant-General von Generalleutnant Sir John Waters den Posten als Kommandeur des Militärbezirks Nordirland (General Officer Commanding, Northern Ireland District) und bekleidete dieses Kommando bis Januar 1993, woraufhin Generalleutnant Sir Roger Wheeler seine dortige Nachfolge antrat. Er fungierte zugleich zwischen August 1990 und Januar 1993 als Direktor für die militärischen Operationen in Nordirland. Außerdem löste er am 1. Dezember 1990 General Sir John Waters auch im Ehrenamt als Colonel Commandant of The Prince of Wales’s Division ab und bekleidete dieses bis zu seiner Ablösung durch Generalmajor Ian Freer am 21. Juni 1994. Im Rahmen der „New Year Honours“ wurde er am 31. Dezember 1990 als Knight Commander des Order of the Bath (KCB) geadelt, so dass er fortan das Prädikat „Sir“ führte. Am 1. Oktober 1992 übernahm er des Weiteren das neu geschaffene Ehrenamt als Honorary Colonel of The Jersey Field Squadron Royal Engineers (Royal Militia Island of Jersey) und bekleidete dieses bis zu seiner Ablösung durch General Sir Michael Wilkes am 1. Januar 2005.
Zuletzt wurde Sir John Wilsey am 1. März 1993 wiederum als Nachfolger von General Sir John Waters Oberkommandierender der Landstreitkräfte (Commander-in-Chief, UK Land Forces) beziehungsweise ab 1995 Oberkommandierender des Land Command (Commander-in-Chief, Land Command). Dieses Kommando hatte er bis März 1996 inne und wurde daraufhin abermals von General Sir Roger Wheeler abgelöst. In dieser Verwendung erhielt er am 11. Juli 1993 seine Beförderung zum General, wobei diese Beförderung rückwirkend zum 1. März 1993 erfolgte. Darüber hinaus wurde er im Zuge der „New Year Honours“ am 30. Dezember 1995 zum Knight Grand Cross des Order of the Bath (GCB) erhoben. Des Weiteren übernahm er als Nachfolger von Field Marshal Sir Peter Inge am 21. Juni 1994 das Amt als Generaladjutant (Aide-de-camp General) von Queen Elisabeth II. und bekleidete dieses bis zum 24. Juni 1996. Am 24. Juni 1996 schied er aus dem aktiven Militärdienst und trat in die Reserve ein.
Sir John Wilsey war darüber hinaus von 1996 bis 2009 Vorstandsvorsitzender des Krankenversicherungsunternehmens Western Provident Association (WPA).

## Veröffentlichung
- H. Jones VC: The Life and Death of an Unusual Hero, Arrow Books, 2003, ISBN 978-0-09-943669-0
- The Ulster tales, Barnsley, South Yorkshire, Pen & Sword Military, 2011